# Diana Stein
Diana Stein (también conocida como Diana Aishe o Deanna Aishe) es directora de teatro, dramaturga, escenógrafa, letrista y actriz. Combina la dirección, la escenografía y la escritura en sus proyectos. A lo largo de los años, Stein ha contribuido al teatro experimental y a producciones nacionales en instituciones como el Teatro Nacional Académico Dramático Iván Frankó, el Teatro Nacional Académico Ucraniano de Música y Drama Taras Shevchenko en Dnipro, y el Centro Nacional de Artes Teatrales Les Kurbas. Además de su trabajo en el teatro, Stein está desarrollando el proyecto Duskhaus en Alemania.

## Primeros años y educación
Diana Stein creció en Ucrania. Durante su adolescencia, pasó un año estudiando en los Estados Unidos.
Stein obtuvo una licenciatura en Psicología y Lengua y Literatura Inglesa en 2009 y una maestría en Psicología en 2010 en la Universidad Nacional de Dnipró Oles Honchar. También completó un curso de actuación en el Teatro Virymo. Más tarde, estudió dirección teatral en la Universidad Nacional de Teatro, Cine y Televisión I. K. Karpenko-Kary de Kiev, donde obtuvo su licenciatura en 2014 y su maestría en 2015.
Durante este período, fundó el Teatro Aparté, dirigiendo producciones experimentales. También participó en proyectos de arte visual, incluyendo la organización de eventos artísticos especializados y la colaboración con artistas, diseñadores y fotógrafos ucranianos. Sus contribuciones incluyeron apariciones en proyectos artísticos y sesiones fotográficas comerciales realizadas por artistas visuales y fotógrafos de Ucrania.

## Carrera profesional
El trabajo de Diana Stein abarca la dirección, dramaturgia, composición de letras, producción musical, actuación y traducción literaria. Sus proyectos incluyen teatro experimental independiente, producciones teatrales nacionales y colaboraciones internacionales. Stein inició y lideró el Teatro Aparté, donde creó textos dramáticos y adaptaciones de clásicos literarios, y dirigió más de diez producciones experimentales, como Hola, habla Max (adaptada de Hanoch Levin), Play (Samuel Beckett), El amante (Harold Pinter) y Mundo experimental (adaptada de cuentos de Pär Lagerkvist). Su trabajo durante este período fue reconocido por su puesta en escena experimental e innovación conceptual.
Posteriormente, Stein amplió su trabajo al teatro estatal, uniéndose al elenco del Teatro Nacional Académico Dramático Ivan Franko. Allí, trabajó como directora asociada en producciones como Todos eran mis hijos (Arthur Miller), El viaje de Alicia a Suiza (Lukas Bärfuss) y Sanación (Václav Havel). Paralelamente, trabajó como directora en proyectos independientes como pOST bLOCK, una performance multimedia y site-specific presentada en el Museo de Tesoros Espirituales de Ucrania, que exploraba temas de identidad urbana.
Cabe destacar que Stein dirigió dos versiones de No se esperan imágenes (adaptada de La vieja de Daniil Kharms): la primera se estrenó en 2013 en el Centro de Arte Ivan Kozlovsky de la Opereta Nacional de Ucrania, y la segunda en 2015 en el Centro Nacional de Artes Teatrales Les Kurbas. Ambas producciones fueron aclamadas por la crítica por su innovadora interpretación del teatro del absurdo.
En el Teatro Nacional Académico Ucraniano de Música y Drama Taras Shevchenko en Dnipró, dirigió Pequeños crímenes conyugales (2014) de Éric-Emmanuel Schmitt  y Hedda Gabler (2015) de Henrik Ibsen. Socios en el crimen le valió el premio al Mejor Debut en el Festival de Teatro Sicheslavna en 2014. Ambas producciones recibieron críticas positivas.
En el Teatro Nacional Académico Dramático Ivan Franko, dirigió una obra musical, Gelsomino en el país de los mentirosos (2016–2018), para la cual escribió la adaptación teatral y las letras de las canciones originales. Stein también fundó el Laboratorio Multilingüe de Actuación en el Teatro Nacional Académico Dramático Ivan Franko, que investigaba la relación entre la adaptación lingüística y la interpretación actoral. Sobre la base de este programa se creó el espectáculo musical en inglés Farewell Cabaret (2020–2021), donde Stein actuó como directora, dramaturga, autora de las letras de las canciones e intérprete.
Sus producciones, incluyendo No se esperan imágenes, se presentaron en eventos culturales como el festival internacional multidisciplinario GOGOLFEST, y recibieron reconocimiento, incluyendo una nominación al Premio de Teatro Pectoral de Kyiv. 
En 2022-2023, Stein también contribuyó al liderazgo del Festival Internacional de Teatro de Tel Aviv (TAITF), dando forma a su programación artística.
Sus experiencias con teatros nacionales, principales organizaciones culturales europeas y colaboraciones con artistas internacionales han moldeado su práctica interdisciplinaria.

## Abogacía, colaboración internacional y proyectos educativos
Stein ha estado activamente involucrada en el apoyo al teatro independiente y a iniciativas culturales, colaborando con organizaciones como la European Theatre Convention (ETC), la International Network for Contemporary Performing Arts (IETM) y la East European Performing Arts Platform (EEPAP). Jugó un papel clave en la creación de la primera plataforma de teatro en línea de Ucrania, que proporcionó recursos a artistas y organizaciones teatrales independientes, y participó en discusiones durante la IETM Satellite Meeting en Kiev, fortaleciendo los lazos entre profesionales del teatro ucranianos e internacionales. Su trabajo con el Grupo de Trabajo para los Teatros Independientes y las mesas redondas posteriores organizadas por el National Union of Theatre Workers of Ukraine (NUTWU) se centró en abordar los desafíos sistémicos dentro del sector teatral.
A nivel internacional, Stein ha colaborado con instituciones que apoyan el intercambio cultural, como el Goethe-Institut, y ha participado en las IETM Plenary Meetings  y en las conferencias de ETC. Estuvo involucrada en la producción teatral en Schauspielhaus Graz (Austria), participando en Cactus Land (basado en la novela de Anthony Loyd) y Benefiz (de Ingrid Lausund), y en el Context Theatre en Israel, donde colaboró en The Button de Yosef Bar-Yosef. 
Stein también integró prácticas teatrales en el proceso educativo, creando y liderando iniciativas como Foreign Language Through Drama y seminarios de pedagogía dramática, utilizando el teatro como herramienta de aprendizaje. Además, enseñó otros programas educativos en Aparté Theatre Studio y fue profesora en JCD ETRC (Kiev), patrocinado por la Embajada de los EE.UU.  En Aparté Theatre Studio, impartió el curso Contemporary Interpretations of Literary Classics, durante el cual lideró discusiones e introdujo nuevos enfoques para los textos clásicos.

## Obras seleccionadas dirigidas
- Calle de papel (adaptada por Diana Stein de M. Tias), 2007.[47]

- Juego de muñecas (Diana Stein), 2008.

- Hola, habla Max (adaptada por Diana Stein de Hanoch Levin), 2008.[48]

- Juego (Samuel Beckett), 2008.

- Anomia (Diana Stein), 2009.

- La música de la primavera (Diana Stein), 2009.[49]

- Los panes de las brujas (adaptada por Diana Stein de O. Henry), 2010.

- Philip Glass compra una barra de pan (David Ives), 2010.

- Mundo experimental (adaptada por Diana Stein de Pär Lagerkvist), 2010.

- La victoria (Diana Stein), 2011.

- Vida exterior (Diana Stein), 2011.

- El amante (Harold Pinter), 2012.

- No se esperan imágenes (adaptada por Diana Stein de La anciana de Daniil Kharms), 2013.

- pOST bLOCK (Diana Stein), 2014.

- Pequeños crímenes conyugales (Éric-Emmanuel Schmitt), 2014.[50]

- No se esperan imágenes (adaptada por Diana Stein de La anciana de Daniil Kharms), 2015.

- Hedda Gabler (Henrik Ibsen), 2015.

- Háblame como la lluvia y déjame escuchar (Tennessee Williams), 2016.

- Gelsomino en el país de los mentirosos (adaptada de Gianni Rodari, letras y obra de Diana Stein), 2016–2018.[51]

- Cabaret de despedida (Diana Stein), 2020–2021.

## Traducciones
- El sueño de una noche de verano de William Shakespeare

- Sonetos seleccionados de William Shakespeare

- Benjamin Franklin: An American Life de Walter Isaacson, traducido por Diana Stein y Vladimir Kuzin (2013, ISBN 978-5-91657-672-6)[52][53]

- Swim Smooth: El sistema completo de entrenamiento para nadadores y triatletas de Paul Newsome y Adam Young, 2013 (ISBN 978-5-91657-653-5) [54][55]